# Gianicolense (quartiere)

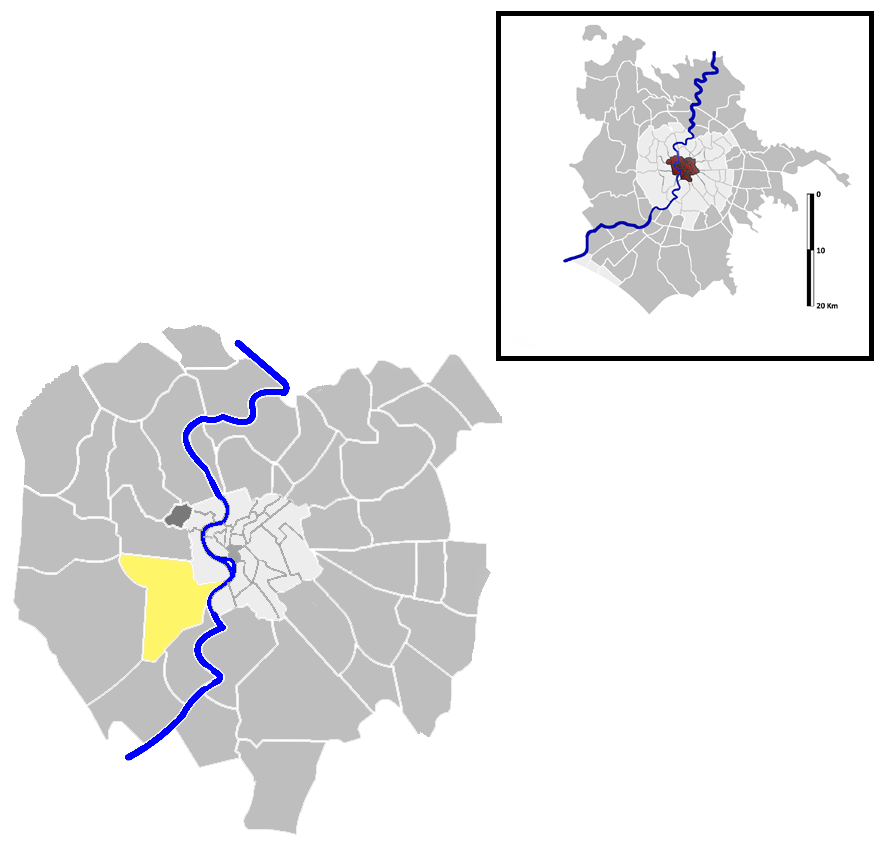
Quartiere Gianicolense

Gianicolense é o décimo-segundo quartiere de Roma e normalmente indicado como Q. XII. Este mesmo topônimo indica a zona urbana 16D do Municipio XVI da região metropolitana de Roma Capitale. Seu nome é uma referência ao monte Janículo. É amplamente conhecido como Monteverde.

## Geografia

Brasão do Quartiere Gianicolense.

O quartiere Gianicolense fica localizado na zona oeste da cidade, da Muralha do Janículo até a Via del Casaletto e a Riserva naturale della Valle dei Casali, entre a Via Aurelia Antica e a Via Portuense. Suas fronteiras são:
- ao norte está o quartiere Q. XIII Aurelio, separado pela Via Aurelia Antica, da Via Leone XIII até a Piazzale Aurelio (Porta San Pancrazio), e com o rione Trastevere, separado pela Viale delle Mura Gianicolense inteira a partir da Piazzale Aurelio (Porta San Pancrazio) e pela Viale Aurelio Saffi e a Viale delle Mura Portuensi até a Piazzale Portuense (Porta Portese).
- a leste está o quartiere Q. XI Portuense, separado pela Via Portuense, da Piazzale Portuense até o Largo Gaetano La Loggia.
- ao sul está o subúrbio S. VII Portuense, separado pela Via Portuense, do Largo Gaetano La Loggia até a Via del Casaletto.
- a oeste está o subúrbio S. VIII Gianicolense, separado pela Via del Casaletto inteira, da Via Portuense até a Piazzetta del Bel Respiro e da Via della Nocetta inteira até a Via Aurelia Antica.

Este quartiere compreende diversas áreas urbanas: Monteverde Vecchio, Monteverde Nuovo, Ponte Bianco, Donna Olimpia, Porta Portese, Colli Portuensi e Nuovo Trastevere (esta última, a única pertencente ao Municipio XI). O monte Janículo propriamente dito está no rione Trastevere, mas sua encosta ocidental corresponde à região de Monteverde, que, por sua vez, é uma referência ao tufo de cor verde-amarelada que era encontrado antigamente na região.

## História
Gianicolense tem uma história muita rica, especialmente por sua proximidade com cidade antiga: ali estavam os "Jardins de César", diversos locais sagrados da antiga religião romana e algumas catacumbas de Roma, judaicas e cristãs, entre as quais a Catacumba de Ponciano e a Catacumba de São Pancrácio, além da antiquíssima basílica de San Pancrazio. Na antiguidade, o território era atravessado por uma via que seguia o traçado da moderna Via di Monteverde, uma travessa da Via Portuense, e cujo trecho inicial é hoje reconhecível na Via Parini, e da Via Vitellia, que ligava o Janículo com a costa tirrênica.
No século XVII, a partir da fusão de diversas vinhas particulares, foi criado, ao norte do atual quartiere, a Villa Doria Pamphilj, um parque público desde 1972. A área da villa, juntamente com o Vascello e a Porta San Pancrazio, foi o palco, em 1849, da sangrenta batalha pela defesa da fugaz República Romana.
Com base no plano diretor (em italiano:  Piano Regolatore) de 1909, na área mais próxima à Muralha do Janículo foi criada a primeira expansão urbana de Monteverde Vecchio (Via Carini e a Piazza Rosolino Pilo), caracterizada por villinos aristocráticos com jardim, similar ao plano diretor vigente na "cidade histórica". Gianicolense estava entre os quinze primeiros quartieri criados em 1911 e oficialmente instituídos em 1921. As construções continuaram durante o regime fascista com a construção de casas populares (chamadas de "grattacieli") no vale da Via di Donna Olimpia (ocupada antes pelo fosso di Tiradiavoli até a Ponte Bianco, uma estrutura ferroviária da década de 1920), com o Ospedale del Littorio (atual San Camillo) e com os palacetes sobre o relevo elevado de Monteverde Nuovo, centrado na Piazza San Giovanni di Dio. Somente depois da Segunda Guerra Mundial que a região de Colli Portuensi começou a ser ocupada, o que ocorreu juntamente com a abertura da via homônima como parte das obras para a Vila Olímpica de Roma.

### Brasão
A descrição oficial do brasão de Gianicolense é: De vert uma cabeça de Jano com duas faces de or.

## Vias e monumentos
- Arco dei Quattro Venti
- Muralha do Janículo
- Parco di Villa Baldini
- Ponte Bianco
- Porta Portese
- Porta San Pancrazio
- Riserva naturale della Valle dei Casali
- Via Aurelia Antica
- Via Portuense

### Antiguidades romanas
- Catacumba de Ponciano
- Catacumba de São Pancrácio
- Columbário da Villa Doria Pamphilj
- Hipogeu de Epinico
- Porta Portuense
- Túmulo da Garça[4]

## Edifícios

### Palácios evillas
- Casale di Giovio
- Casino del Bel Respiro
- Villino Cirini
- Villa Doria Pamphilj
- Villa Flora[5]
- Villa Santucci Maraini
- Villa Sciarra

### Outros edifícios
- Azienda Ospedaliera San Camillo-Forlanini
- Istituto nazionale per le malattie infettive "Lazzaro Spallanzani"
- Monastero Mantellate Beata Vergine Maria Addolorata
- Museo internazionale del cinema e dello spettacolo
- Museo anatomico Eugenio Morelli

### Igrejas
- Cristo Re delle Suore Francescane della Beata Angelina
- San Damaso
- Sant'Elena della Casa Adele
- San Francesco di Sales a Via Portuense
- Santi Francesco e Caterina Patroni d'Italia
- San Gaetano dell'Ursuline
- Cappella Santa Giuliana Falconieri
- San Giulio al Gianicolense
- Madonna del Buon Consiglio delle Suore Serve di Maria Addolorata
- Santa Maria Addolorata delle Monache Mantellate
- Santa Maria del Carmine e San Giuseppe al Casaletto
- Santa Maria della Consolazione a Piazza Ottavilla
- Santa Maria della Provvidenza delle Guanelliane
- Santa Maria Madre della Provvidenza a Monte Verde
- Santa Maria Mater Carmeli delle Suore Carmelitane Missionarie
- Santa Maria Regina Carmeli
- Santa Maria Regina Pacis
- Santa Maria della Perseveranza
- Sacro Cuore di Gesù delle Suore Oblate del Sacro Cuore
- Nostra Signora di Coromoto
- Nostra Signora de La Salette
- Cappella dei Pamphilj
- San Pancrazio
- Preziosissimo Sangue di Nostro Signore Gesù Cristo al Gianicolense
- Santa Teresa delle Suore Carmelitane Missionarie Teresiane
- Trasfigurazione di Nostro Signore Gesù Cristo